# پل ساسانی خیرآباد
{{جعبه اطلاعات جای‌های تاریخی ایران
| نام              = پل ساسانی خیرآباد
| روی‌نقشه          = آری
| عرض‌جغرافیایی     =
| طول‌جغرافیایی     =
| تصویر            =ChaharTaqi-KheirAbad-9.JPG
| اندازه تصویر     = 250
| عنوان تصویر      =پل ساسانی خیرآباد در کنار چهارتاقی خیرآباد
| استان            =[[استان کهگیلویه و بویراحمد
| شهرستان          =شهرستان گچساران
| بخش              =
| نام محلی         =
| نام‌های دیگر      =
| نام‌های قدیمی     =
| نوع بنا          =
| سال‌های مرمت      =
| کاربری           = پل
| کاربری کنونی     =
| دیرینگی          = دوره ساسانیان
| شماره ثبت        = ۱۹۷۵۰
| تاریخ ثبت ملی    = ۱۳ آبان ۱۳۸۶
| دوره ساخت اثر    = دوره ساسانیان
| بانی اثر         =
| مالک اثر         =
| مالک فعلی اثر    =
| شماره ثبت یونسکو =
| تاریخ ثبت یونسکو =
| امکان بازدید     =
| شماره تلفن       =
| وبگاه            =
| پانویس           =
}}پل ساسانی خیرآباد مربوط به دوره ساسانیان است و در شهرستان گچساران، بخش مرکزی، دهستان لیشتر، روستای ده ناصر، ۱۳۰ متری چارتاقی خیرآباد واقع شده و این اثر در تاریخ ۱۳ آبان ۱۳۸۶ با شمارهٔ ثبت ۱۹۷۵۰ به‌عنوان یکی از آثار ملی ایران به ثبت رسیده است.